# BitTorrent (entreprise)
Pour les articles homonymes, voir BitTorrent (homonymie).
BitTorrent, Inc. est une entreprise de Californie qui a créé le protocole BitTorrent et qui a commercialisé le logiciel BitTorrent lui-même basé sur le protocole.

Logo de BiTorrent en 2019

## Acquisitions
- 2006 : μTorrent